# Wilhelm Uhthoff
Wilhelm Uhthoff, né le 31 juillet 1853 à Klein-Warin et mort le 21 mars 1927 à Breslau, est un médecin ophtalmologiste allemand.

## Résumé biographique
Il obtient son doctorat en 1877 à l'université de Berlin et devient par la suite professeur d'ophtalmologie aux Universités de Marburg (1890) et de Breslau (1896) où il succède à Carl Förster (1825-1902).
Uhthoff se spécialise en neuro-ophtalmologie. En 1890, il décrit une perte temporaire de la vision liée à l'exercice physique et associée à une névrite optique. Ce symptôme fut par la suite désigné sous le nom de phénomène d'Uhthoff et l'on se rendit compte qu'il était dû en fait à l'augmentation de la température corporelle. 
Dans un ouvrage publié en 1915 et intitulé Augensymptome bei Grosshirntumoren (Symptômes oculaires des tumeurs cérébrales), il donne une description d'un trouble neuro-ophtalmologique aujourd'hui connu sous le nom de syndrome de Foster Kennedy. Cette affection sera plus tard décrite de manière plus complète par Robert Foster Kennedy (en) (1884-1952) qui lui laissera son nom.

## Publications
- Untersuchungen über die bei der multiplen Herdsklerose vorkommenden Augenstörungen. Archiv für Psychiatrie und Nervenkrankheiten, Berlin, 1890, 21: 55-116 and 303-410. W. Uhthoff
- Die Augenstörungen bei Vergiftungen Handbuch der Augenheilkunde, 2nd edition, volume 11, 2 A. Leipzig, 1911.
- Über die bei der Syphilis des Centralnervensystems vorkommenden Augenstörungen. Leipzig, 1894.
- Über die Augensymptome bei den Erkrankungen des Nervensystems. Handbuch der Augenheilkunde, 2nd edition, volume 11, 2 B. Leipzig, 1915.
- Stereoscopischer ophthalmolog. Atlas. 2. Folge, Leipzig.
- Augensymptome bei Grosshirntumoren. Gräfe-Sämisch: Handbuch der Augenheilkunde, 1915. Volume I: 1143. (Foster Kennedy's syndrome).

## Source
- (en) Cet article est partiellement ou en totalité issu de l’article de Wikipédia en anglais intitulé « Wilhelm Uhthoff » (voir la liste des auteurs).